# Филипина Велзер
Филипина Велзер (Аугзбург, 1527 — Равензбург, 24. април 1580) била је морганатска супруга Фердинанда II, надвојводе Аустрије. Добила је титуле баронице од Зиненбурга, маркгравине од Бургауа, ландгравине од Неленбурга и грофице од Оберхоенберга и Нидерхоенберга.

## Биографија
Отац Филипине Велзер био је Франц (Фридрих) Велзер (рођен 2. новембра 1497. у Аугзбургу; умро 29. октобра 1572. у Равензбургу), аугзбуршки трговац и племић. Њена мајка је била Ана, Фрајин фон Циненбург (рођена Адлер) (рођена 1507; умрла 5. јануара 1572. у Вајербургу/Инзбруку). Била је нећака светског трговца и банкара Бартоломеја В. Велзера, иако је њихова међусобна веза остала отворена због неадекватних извора. Свеукупне непотпуне информације о њеној биографији (нарочито о њеној младости) довеле су до развоја многих митова убрзо након њене смрти, од којих је најстарији и још увек најупорнији мит о њеној превеликој лепоти.
Царев син, надвојвода Фердинанд II од Хабзбурга, принц од Тирола, тајно се оженио буржоаском Филипином - многе краљевске куће су користиле бракове за спајање савеза, а то је било планирано и за Фердинанда II, што није незанемарљив процес. Према документованом Фердинандовом уверењу из 1576. године, брак је склопљен у јануару 1557. године. Њихов период познанства је неизвестан. Романтична историографија 19. века претпостављала је да је њихов први сусрет био у вези са Аугзбуршком дијетом (састанци Царске скупштине Светог римског царства одржавани у немачком граду Аугзбургу) 1548. године. Пошто Фердинанд тамо није био сведок ниједног чина и не помиње се у другим записима присутних, мало је вероватно да је Фердинанд уопште био тамо.
Први пут када се дефинитивно може доказати контакт између Филипине и Фердинанда је на карневалској забави у Плзењу. Тамо су се нашли на балу под маскама (укључујући спектакуларни "балет на води") у фебруару 1555. године. Годину дана касније, 12. маја 1556. године,  може се први пут документовати Фердинандова посета замку Брезњице у Чешкој, када је Катарина фон Локсан (Локшани), Филипинина тетка, посредовала сусрету. Постала је Фердинандова повереница, који је у то време био гувернер у Бохемији, и вероватно је била укључена у организовање састанка њих двоје. Замак Брезњице је постао резиденција за Филипину, место тајног венчања и рођења њеног и Фердинандовог првог детета.
Најкасније 1559. године, цар Фердинанд I је сазнао за неодговарајући брак свог сина и дошло је до нагодбе. Брак је морао бити тајан. Сва деца су била искључена из хабзбуршке линије наследства, али је требало да буду обезбеђена куповином властелинства и добијањем хабзбуршког грба. Осим тога, они, као и Филипина,  добијаће финансијску подршку. Овим прописом цар је желео да изрази своје негодовање и ограничи настале правне последице. Међутим, као отац, он је желео да опрости и узме Филипину и њену децу под своју заштиту. Пар се трудио да испуни захтеве кад год је то било могуће. На пример, Филипинина деца су званично прихваћена као нахочад у замку. Близанци Марија и Филип, који су касније рођени у замку Пурглиц (Кривоклат), умрли су као бебе. Када су се родитељи преселили из Бохемије у Тирол, тела су тајно однета и сахрањена у дворској цркви у Инзбруку. Њихови похабани дечји ковчези откривени су случајно током рестаураторских радова 1897. године, а затим су скелети поново сахрањени у дупли ковчег.
Од 1576. па надаље тајна брака је завршена. Најстарији син Андрија је требало да буде постављен за кардинала, за шта је био потребан доказ о легитимном пореклу. Папа је ослободио заклетве надвојводу Фердинанда, који је потом пружио доказе најбоље што је могао.
Брак је класификован као срећан. Филипина је родила два сина, а потом и близанце, који су рано умрли.
Њено омиљено седиште у замку Амбрас преуређено је у сјајан ренесансни замак. Имала је уређену башту зачинског биља и мешала лекове заједно са својим личним лекаром др Георгом Хандшом и њеним фармацеутом, др Горином Гуарантом. Фармакопеја која јој се повремено приписује долази из руке њене мајке Ане Велзер. Поред тога, Филипини се већ дуго приписује куварска књига о јелима тог времена. Кувар је највероватније такође наручила њена мајка Ана, а написала су је најмање три различита писара. Њен молитвеник, са много цртежа, такође је сачуван до данас.
Залагала се за обичан народ и за племиће које траже помоћ, што је преношено у писаној форми кроз многе молбе упућене њој. То и чињеница да је својим лековима покушала да помогне људима око себе највероватније ју је спасло од клевете због њеног неодговарајућег порекла. Њен муж јој је преписао неколико добара и дао много поклона. Добила је титуле маркгравине од Бургауа, ландгравине од Неленбурга и грофице од Обер- и Нидерхоенберга.
Од 1570. године појавили су се здравствени проблеми. Умрла је 24. априла 1580. године. Њен муж је наредио да јој израде гробницу од белог мермера у сребрној капели дворске цркве у Инзбруку. Штавише, целог живота се бринуо о њеним слугама и такође се бринуо о сиромашнима које је помагала Филипина.
Њени синови, Андреас од Аустрије (рођен 15. јуна 1558. замак Брезњице, Чешка; умро 12. новембра 1600. у Риму, Италија), бискуп Констанце и Бриксена, и Карл од Аустрије (рођен 22. новембра 1560. замак Пурглиц, Чешка; умро 31. октобра 1618, Иберлинген, Немачка), царски генерал у Мађарској, уздигнути су у маркгрофове од Бургауа (у то време део Горње Аустрије).

## Потомци
- Маркгроф Андреас од Бургауа[1] (15. јун 1558 — 12. новембар 1600). Постао је кардинал 1576, маркгроф од Бургауа 1578, бискуп Констанце 1589 и бискуп Бриксена 1591. Имао је двоје ванбрачне деце.
- Карл, маркгроф од Бургауа (22. новембар 1560 — 30. октобар 1618), маркгроф од Бургауа. Оженио се својом првом рођаком, Сибилом (1557–1627), најмлађом ћерком ћерке Вилијама, војводе од Јулих-Клев-Берга (28. јул 1516 - 5. јануар 1592), и Марије, надвојвоткиње од Аустрије, ћерком Фердинанда II, светог римског цара. Нису имали закониту децу. Он и његова љубавница Кјара Елиса Изабела ди Фереро имали су троје ванбрачне деце.
- Надвојвода Филип од Аустрије (7. август 1562 — 9. јануар 1563), Маријин близанац.
- Надвојвоткиња Марија од Аустрије (7. август 1562 — 25. јануар 1563), Филипова близанка.

## Радови
- De re coquinaria (кувар), рукопис в. 1545, замак Амбрас код Инзбрука . Инв. бр. ПА 1473
- Кувар и лекарска књига, рукопис око 1545, замак Амбрас код Инзбрука. Инв. бр. ПА 1474

## Књижевност и музика
- Sigrid-Maria Größing: Kaufmannstochter im Kaiserhaus. Philippine Welser und ihre Heilkunst. ISBN 3-218-00531-0.. Vienna: Kremayr und Scheriau, 1992, 254 Pages,
- Sigrid-Maria Größing:  Die Heilkunst der Philippine Welser. Außenseiterin im Hause Habsburg. Augsburg: Sankt-Ulrich-Verlag. 1998.. 160 Pages,  3-929246-28-7
- Karl Beer: Philippine Welser als Freundin der Heilkunst. In: Gesnerus 7 (1950) 80-86
- Alfred Auer. Philippine Welser & Anna Caterina Gonzaga die Gemahlinnen Erzherzog Ferdinands II. ISBN 3702007725.. Wien: Kunsthistorisches Museum Wien, Sammlungen Schloß Ambras, 1998, 72 pages,
- Anna Schuppe: incidental music for Philippine Weiser (theatre production)[2]